# Selva di S. Nicola
Selva di S. Nicola este o arie protejată (arie specială de conservare — SAC, sit de importanță comunitară — SCI) din Italia întinsă pe o suprafață de 5,65 ha, integral pe uscat.

## Localizare
Centrul sitului Selva di S. Nicola este situat la coordonatele 43°52′51″N 12°55′46″E / 43.880772°N 12.929313°E.

## Înființare
Situl Selva di S. Nicola a fost declarat sit de importanță comunitară în iunie 1995 pentru a proteja 6 specii de animale. Situl a fost protejat și ca arie specială de conservare în decembrie 2016.

## Biodiversitate
Situată în ecoregiunea continentală, aria protejată conține 1 habitat natural: Păduri ilirice de stejar și carpen (Erythronio-Carpinion).
La baza desemnării sitului se află mai multe specii protejate:
- păsări (4): presură de grădină (Emberiza hortulana), șoimul rândunelelor (Falco subbuteo), capîntortură (Jynx torquilla), sfrâncioc roșiatic (Lanius collurio)
- nevertebrate (2): croitorul mare al stejarului (Cerambyx cerdo), rădașcă (Lucanus cervus)

Pe lângă speciile protejate, pe teritoriul sitului au mai fost identificate 5 specii de plante, 2 specii de păsări, 1 specie de amfibieni, 1 specie de mamifere, 2 specii de reptile.